# Le Noël de Francesca
Pour plus de détails, voir Fiche technique et Distribution.
Le Noël de Francesca est un film de Noël muet français réalisé par Louis Feuillade et sorti en 1912.

## Fiche technique
- Titre : Le Noël de Francesca
- Réalisation : Louis Feuillade
- Scénario : Louis Feuillade
- Opérateur : Georges Guérin
- Société de production : Société des Établissements L. Gaumont
- Pays de production :  France
- Langue : film muet avec les intertitres en français
- Format : Noir et blanc — 35 mm — 1,33:1 — Muet
- Métrage : 285 m
- Genre :
- Durée : 9 minutes 30
- Date de sortie : 
  - France : décembre 1912

## Distribution
- Suzanne Grandais : Francesca
- Jeanne Marie-Laurent : sa sœur
- Renée Carl : sa mère
- Paul Manson : son père
- Max Dhartigny
- Sylvette Fillacier